# Фралинь
Фрали́нь (фр. Fralignes) — коммуна во Франции, находится в регионе Шампань — Арденны. Департамент — Об. Входит в состав кантона Бар-сюр-Сен. Округ коммуны — Труа.
Код INSEE коммуны — 10159.
Коммуна расположена приблизительно в 170 км к юго-востоку от Парижа, в 90 км южнее Шалон-ан-Шампани, в 27 км к юго-востоку от Труа.

## Население
Население коммуны на 2008 год составляло 73 человека.
| 1962 | 1968 | 1975 | 1982 | 1990 | 1999 | 2008 |
| ---- | ---- | ---- | ---- | ---- | ---- | ---- |
| 107  | 114  | 78   | 92   | 76   | 65   | 73   |

## Экономика

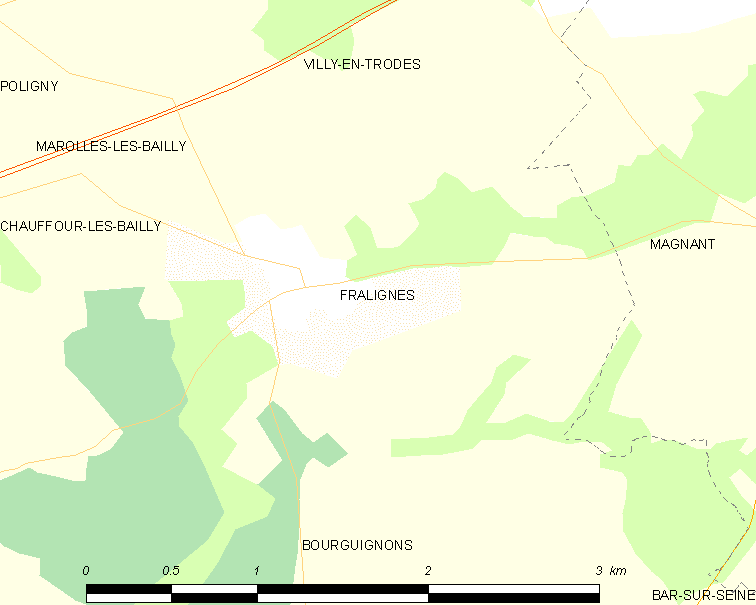
Карта коммуны

В 2007 году среди 44 человек в трудоспособном возрасте (15—64 лет) 37 были экономически активными, 7 — неактивными (показатель активности — 84,1 %, в 1999 году было 76,9 %). Из 37 активных работали 37 человек (19 мужчин и 18 женщин), безработных не было. Среди 7 неактивных 2 человека были учениками или студентами, 4 — пенсионерами, 1 был неактивным по другим причинам.